# La Savina

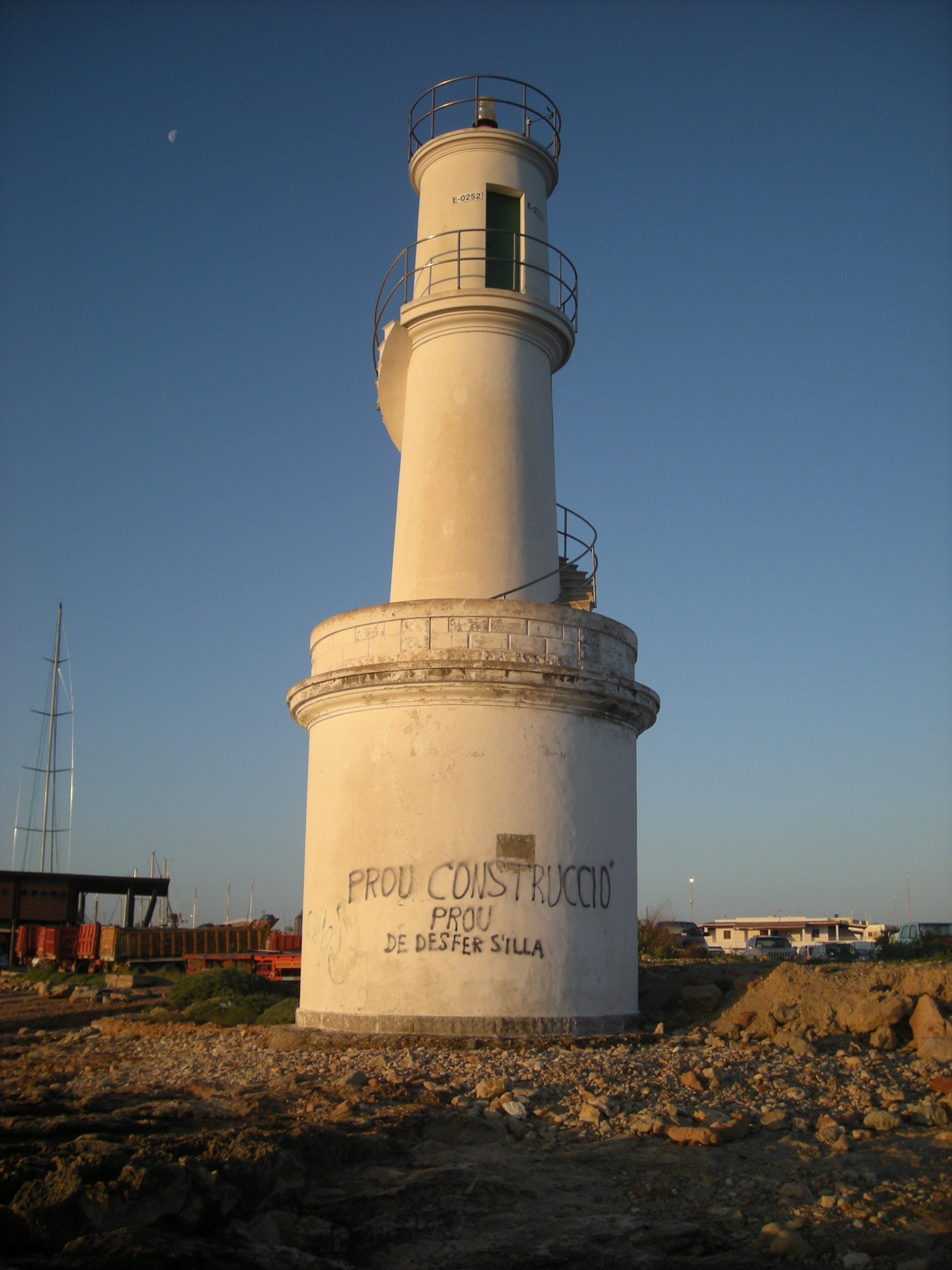
Far de la Savina

La Savina és el primer nucli urbà que hom troba en arribar a Formentera. Està situat a la banda nord de l'estany des Peix i és on hi ha el port que uneix Formentera amb Eivissa i, en alguns mesos de l'any, amb Dénia.
El port de la Savina és el port més petit dels que gestiona l'Autoritat Portuària tant a les Illes Pitiüses com a les Balears. Així i tot, és una peça imprescindible i vital per a la vida quotidiana de l'illa, ja que és l'única via d'entrada de passatgers i de mercaderies. Pels seus molls passen, cada any, més d'un milió de passatgers.
És un port que disposa de molls adossats, un moll destinat a la indústria pescadora de Formentera i de dos clubs nàutics. El dic de Formentera fa 280 metres i disposa de múltiples punts per a les embarcacions de major calat, i gaudeix d'una moderna estació marítima.

## Història
La Savina no ha estat el primer port de Formentera ni és tampoc l'únic port o portitxol de l'illa. Als nuclis des Pujols i des Caló de sant Agustí, hi ha dos portitxols destinats especialment a la pesca tradicional, tot i que també hi desembarquen petites i mitjanes embarcacions d'oci. Aquest augment del trànsit marítim s'ha vist incrementat sobretot per l'augment del turisme a Formentera.
Ara bé, el port que s'ha imposat clarament per damunt de la resta de portitxols és el de la Savina ja des de molt abans de l'arribada dels turistes. Quan les Salines de Formentera estaven encara en funcionament és on hi havia el guafe amb el qual s'embarcava la sal a les barcasses, que el recollien i se l'emportaven. De seguida s'hi construïren alguns molls fets d'obra que facilitaren les relacions comercials amb Eivissa i s'uní Formentera amb l'illot de la Savina, i el port de la Savina fou un terreny guanyat a la mar. Damunt d'aquest illot és on avui hi ha situat el pàrquing del port i hi ha també l'estació marítima. Al voltant de l'any 2000, també és on es va improvisar l'heliport sanitari de Formentera abans de col·locar-lo als afores del poble de Sant Francesc Xavier i, posteriorment, al costat de l'hospital de Formentera, que és on es troba actualment.
Entre els anys 1940 i 1942, es va instal·lar a la Savina una colònia penitenciària on van morir de gana un centenar de presos republicans. Aquella primera dècada de la postguerra foren uns anys d'aïllament i escassetat.
A principis de la dècada del 1960, el turisme provocà una nova ruptura econòmica i social. Es va iniciar amb l'arribada d'integrants del moviment hippy i després amb la de moviments naturistes que han confeccionat de Formentera una imatge des de l'exterior de paradís i reducte dels ideals dels antics hippys. Aquesta nova entrada de gent contribuí a la construcció dels primers establiments turístics, la majoria eren petits negocis familiars que acabaren donant una nova imatge al port de la Savina. A partir de llavors, el port s'ha vist lligat a un seguit de remodelacions que l'han proclamat com a principal punt de comunicació de l'illa i se n'han millorat les infraestructures molt notablement.

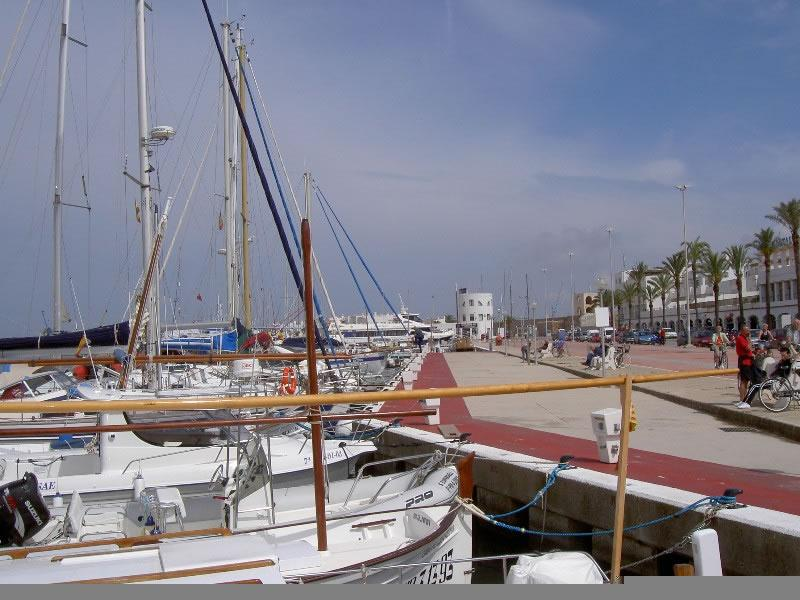
Port de La Savina

## Llocs d'interès
La Savina és un punt d'entrada i sortida de gent i són molts els formenterers que tenen l'hàbit d'anar a veure arribar les barques. Al costat, al dic de la Savina, és comú veure-hi gent pescar-hi de canya a la nit.
A banda d'aquests detalls més aviat costumistes, la Savina, gràcies a la seva orientació geogràfica, és un dels indrets des d'on millor es poden observar les postes de sol que tant enamoren els turistes.
Una caminada molt bella és la que hom pot fer pel que és el port de pescadors, amb les embarcacions tradicionals a una banda i l'alt mur de pedra pel qual passa el camí de sa Guia i que, temps endarrere, arribava fins a una gran torre que avui necessita una urgent restauració, que donava al ja esmentat guafe o moll de càrrega de sal. Sortint per aquest camí s'arriba, amb un agradable passeig, a la platja des Cavall d'en Borràs i, posteriorment a la punta d'Illetes. Tot això, però, passant per devora de l'antiga caseta de telègrafs que hi ha situada a la vora de sa Séquia, i d'uns antics vivers de peix i llagosta que hi ha excavats a la roca.
Sortint per la carretera principal en direcció a Sant Francesc, hi ha les restes des Campament, que és com s'anomena l'antiga colònia penitenciària de Formentera. No gaire lluny d'allí, hi ha els antics edificis de comandància i dels carrabiners, i l'original dipòsit de combustible de l'antiga base d'hidroavions que hi havia a l'estany Pudent, a la Savina també.
Pel que fa a monuments, val la pena destacar la gran rosa dels vents que hi ha a la Savina, amb ceràmiques de l'artista i ceramista formenterer Antoni "Gabrielet". També hi ha el far de la Savina, de planta circular i cobert de pintura blanca.